# ぶんごあつこ
ぶんご あつこ（1979年6月22日 - ）は、日本の女性声優。2010年3月までトルバドール音楽事務所に所属していた。福岡県出身。旧名：豊後 敦子（ぶんご あつこ）。
KBCラジオ『平成アニメっ娘倶楽部』内ユニット「小梅伍」（こうめファイブ）の初代メンバーの一人。

## 出演作品

### テレビアニメ
- AIR（男の子）
- GTO（内山田好子）
- ドキドキ♡伝説 魔法陣グルグル（女の子）
- 爆球Hit! クラッシュビーダマン（子供B）
- パッタ ポッタ モン太（モン吉）
- PAPUWA（エグチくん）
- ハングリーハート WILD STRIKER（ナツミ）
- HUNTER×HUNTER（第1作）（シズク）
- B-伝説! バトルビーダマン（弟A〈ペトラザ〉）
- 蟲師（塊の姉）

### OVA
- HUNTER×HUNTERシリーズ（シズク）
  - HUNTER×HUNTER ORIGINAL VIDEO ANIMATION
  - HUNTER×HUNTER GREED ISLAND
  - HUNTER×HUNTER G・I Final

### ラジオ
- 平成アニメっ娘倶楽部（パーソナリティー、KBCラジオ）
- コミックドラマステーション（パーソナリティー、ラジオ大阪・東海ラジオ）
- Lamuse-mieuxの野望（パーソナリティー、東海ラジオ）

### CD
- はじめまして（1999年8月28日）
- セピア（2002年8月18日）
- 想い（2007年3月18日）

### その他
- パスワード@PIPOPA（ネットゴーストPIPOPA オープニングテーマ）